# Venturia micraulax
Venturia micraulax är en stekelart som beskrevs av David B. Wahl 1987. Venturia micraulax ingår i släktet Venturia och familjen brokparasitsteklar. Inga underarter finns listade i Catalogue of Life.